# 島根県道268号上久野大東線
島根県道268号上久野大東線（しまねけんどう268ごう かみくのだいとうせん）は、島根県雲南市を通る一般県道である。

## 概要
雲南市大東町上久野から雲南市大東町大東に至る。

### 路線データ
- 起点：雲南市大東町上久野（島根県道45号安来木次線交点）
- 終点：雲南市大東町大東（島根県道24号松江木次線交点）

## 歴史
- 1966年（昭和41年）6月17日 - 島根県告示第671号により認定される。

前身は島根県道阿用大東線。阿用とは1951年（昭和26年）3月31日まで存在した大原郡の村で、上久野地区も阿用村の一部だった。
- 1972年（昭和47年）頃[いつ?] - 現行の県道番号に変更される。
- 2004年（平成16年）11月1日 - 大原郡大東町が雲南市に移行したことにより全区間が雲南市を通る路線になり、併せて起終点の地名が変更される。

## 路線状況

### 道路施設

#### 橋梁
- 清田橋（清田川、雲南市）

## 地理

### 通過する自治体
- 島根県
  - 雲南市

### 交差する道路
| 交差する道路           | 交差する場所 | 交差する場所 |
| ---------------------- | ------------ | ------------ |
| 島根県道45号安来木次線 | 大東町上久野 | 起点         |
| 島根県道24号松江木次線 | 大東町大東   | 終点         |

### 沿線
- 大東公園
- 雲南市立大東小学校（終点付近）